# Les Légions Noires
Les Légions Noires — também conhecido como Legiões Negras ou pela sigla LLN — é um grupo do underground francês formado por músicos de black metal e suas bandas, principalmente nos arredores da cidade de Brest. As bandas envolvidas no movimento limitam seus lançamentos a poucas cópias, e as distribui entre amigos e colegas.
O círculo foi formado no final da década de 1980 e início da década de 1990, em resposta ou inspirado na cena de black metal da Noruega conhecida como Inner Circle.